# NGC 2946
NGC 2946 ist eine Balken-Spiralgalaxie vom Hubble-Typ SBb im Sternbild Löwe nördlich der Ekliptik. Sie ist schätzungsweise 396 Millionen Lichtjahre von der Milchstraße entfernt und hat einen Durchmesser von etwa 145.000 Lichtjahren.
Im selben Himmelsareal befinden sich u. a. die Galaxien NGC 2933, NGC 2934, NGC 2941, NGC 2943.
Das Objekt wurde am 1. April 1864 von Albert Marth entdeckt.